# Mutalau
Mutalau est un village de Niue, un état insulaire d'Océanie. Selon le dernier recensement (2006), la localité a une population de 85 habitants.